# Münzstätte von Athen in der Kaiserzeit
Die Münzprägung von Athen in der Kaiserzeit begann erst mit der Regentschaft des Hadrian, was damit zu erklären ist, dass die in dem Hellenismus geprägten Bronzemünzen bis dahin ausgereicht haben.

## Die Prägeperioden
Die Prägung wird nach Alan Stuart Walker in drei Prägeperioden unterteilt. In der Forschung wird dies durch Stempelvergleiche und Hortfunde gesichert.
Die erste Prägeperiode ist in die Hadrianische Zeit, also 117–138 n. Chr., zu verorten. Die vorher stillgelegte Geldstätte nahm ihre Arbeit wieder auf. Grund hierfür war ein allgemeiner Geldbedarf, der daraus entstand, dass die hellenistischen Bronzemünzen teilweise bis zur Unkenntlichkeit abgegriffen waren. Auch die starke Entwicklung der Stadt mit den Großbauten, den Festspielen und der allgemeinen Beliebtheit, sowie die Kaiserbesuche, einhergehend mit großem finanziellem Aufwand, trugen zu dem Geldbedarf bei. Der Kaiser Hadrian hatte eine starke Verbindung zu Athen und besuchte die Stadt häufig. Mit seinem Besuch von 127/8 bis 128/9 n. Chr. begann die erste Prägeperiode. Es gibt in der Forschung die Vermutung, dass Münzen für Hadrian angefertigt und von ihm abgesegnet wurden.
Die zweite Prägeperiode wird in 140/150–192 n. Chr. datiert und endet mit dem Ende der Regentschaft des Commodus. Durch den Einfall der Costoboci in 170 n. Chr. wird Geld für den Wiederaufbau benötigt. Außerdem kam es erneut zu finanziell aufwendigen Kaiserbesuchen von Marcus Aurelius und Commodus. Finanziert wurde diese Prägeperiode wahrscheinlich durch Privatpersonen oder den Kaiser.
Nach der zweiten Prägeperiode kam es zu einem Bruch, der wahrscheinlich durch die Herrschaft des Septimius Severus zustande kam. Dieser hatte einen Argwohn gegen Athen und es kam dazu, dass nicht weiter geprägt wurde. Allerdings war dies kein Problem für die Stadt, da die bereits geprägten Münzen ausreichten. Zusätzlich gab es keine großen Ausgaben, da für diese Zeitspanne keine großen Bauwerke bekannt sind.
Die dritte und letzte Prägeperiode wurde wahrscheinlich durch Steuern finanziert und wird in die Gallienische Zeit datiert. Gründe für die Wiederaufnahme der Prägung waren der Besuch des Kaisers Gallienus und die Bedrohung der Barbaren, da die Stadtbefestigung ausgebaut wurde. In dieser Periode wurden sehr viele Stempel für die Münzen verwendet, was für den kurzen Zeitraum sehr ungewöhnlich war. Gleichzeitig waren zwischen 15 und 20 Rückseitenstempel und 7 bis 8 Vorderseitenstempel in der Nutzung. In der Zeit von 255–267 n. Chr. wurde in Athen mit insgesamt 250–300 Vorderseitenstempeln und 500 Rückseitenstempeln geprägt.

### Probleme der Datierung
Der Stil der Münzen kann kaum verwendet werden, um diese zu datieren. Dies kommt daher, dass der Stil der römischen Kaiserzeit dem des Hellenismus sehr ähnlich ist. Die Athenaköpfe zum Beispiel sind eigentlich nicht voneinander zu unterscheiden. Auch gibt es auf den Münzen nur sehr selten eine Angabe von Daten. Anhand historischer Ereignisse sind die Prägungen auch nicht voneinander unterscheidbar, da historische Ereignisse keine direkte Auswirkung auf die Münzprägung hatten. Münzen wurden nur geprägt, wenn sie für die Stadt benötigt wurden und zeigten eher generelle Konzepte, anstatt spezifischer Ereignisse. Auch Statuen und Bauwerke wurden als Sinnbilder für Berühmtheit auf den Münzen verwendet und stellten kein spezifisches Ereignis dar.
Da Athen eine der wenigen Münzstätten war, die pseudoautonome Bronzemünzen herstellten, erschwert dies ebenso die Datierung. Bei pseudoautonomen Bronzemünzen handelt es sich um Münzen, die nicht von einem Kaiserportrait auf der Vorderseite geschmückt sind. Stattdessen wurden in Athen typischerweise auf die Vorderseiten der großen Nominale der Athenakopf geprägt. Auf Obolen und Hemiobolen wurden typischerweise Athena, Demeter, Theseus oder Asklepios abgebildet.

## Münzthemen
Auf viele Münzen wurden Bildentwürfe aus dem direkten Kreis der Bürger geprägt, die diesen im Alltag begegneten. Meist handelte es sich bei solchen Prägungen um Monumente der Stadt oder Kultbilder und Statuen(gruppen). Ein Beispiel für die Prägung der Akropolis findet sich auf der Seite des Münzkabinetts. Hier wird auf der Vorderseite die Athena mit dem korinthischen Helm abgebildet, während die Rückseite von einer detaillierten Darstellung der Akropolis von Nordwesten geziert wird.

### Athena
Das wichtigste Münzthema der Stadt war die Stadtgöttin Athena. Sie wurde in vielen verschiedenen Darstellungen geprägt und meist hatten diese verschiedenen Darstellungen einen unterschiedlichen Nutzen.
Die Münze zeigt Athena als Stadtgöttin Athens. Der Gründungsmythos wurde aufgegriffen und als Prägung abgebildet, indem Poseidon und Athena auf der Rückseite der Münze auf beiden Seiten neben einem Olivenbaum dargestellt wurden. Der Mythos verheißt, dass Athena einen Wettstreit mit Poseidon gewann, bei dem die Götter den Menschen ein Geschenk machen sollten und das Beste sollte gewinnen. Athena erschuf den ersten Olivenbaum, der den Menschen Nahrung, Öl und Holz gab und gewann somit. Dieser Gründungsmythos war ein beliebtes Motiv, da er Athen als Liebling der Göttin Athena darstellte.
Eine weitere Darstellung zeigte Athena als Ursprung der Gerechtigkeit. Der Mythos von Orest wurde auf solchen Münzen dargestellt, der besagt, dass Orest von Argos nach Athen floh und dort von den Eumeniden angeklagt wurde. Bei der Entscheidung kam es zu einer Stimmgleichheit und Athena entschied zu Orest Gunsten.
Die Geburtslegende der Athena ist ebenfalls ein beliebtes Münzthema. Die Athena auf der Rückseite ist in einer Biga stehend dargestellt. Der Legende zufolge, entsprang Athena Zeus Kopf in einem Streitwagen, was sie gleichzeitig zur Erfinderin der Biga, Triga und Quadriga machte.
In der zweiten Periode wurde zusätzlich eine Münze geprägt, auf der sie in einer Biga einen Giganten überführte. Dies zeigte die Göttin als Vernunft und als Sieg der Vernunft über die Unvernunft.

### Apollon
In der ersten Periode wurde nur ein Typus des Gottes Apollon geprägt, der in allen drei Prägeperioden beibehalten wurde. Allerdings kamen auch neue Typen dazu. Dies war die Darstellung des Gottes als Stammvater und Verfassungsgeber. Von Mosch beschrieb diese Prägung: Apollon stand neben einem brennenden Altar mit einer Schale in der rechten und einer Kitara in der linken Hand, auf seinen Rücken fiel ein langer Mantel.
In der zweiten Periode wurde das gleiche Münzthema des Apollon als Stammvater und Verfassungsgeber neu dargestellt. Der Apollon wurde hier auf der Rückseite nackt gezeigt. Er trug einen Bogen in seinem angewinkelten linken Arm und einen Lorbeerzweig in seiner gesenkten rechten Hand. Das Haar war zu einem Knoten gebunden. Die Darstellung des Lorbeers und des Bogens wird damit erklärt, dass so die seuchenabwehrende Kraft dargestellt wurde.
Beide Darstellungen gehen wahrscheinlich auf dieselbe bedeutungsvolle Statue zurück.
In der dritten Periode orientierte die Münzdarstellung sich nah am Kassler Apoll und zeigte eine Darstellung diese Statue von der Seite. Außerdem gab es zusätzlich zwei neue Darstellungen, die sich an Statuen des heiligen Bezirkes orientierten.

### Zeus
In der ersten Periode hatten die Prägungen des Zeus eine starke Ähnlichkeit zu den Prägungen der hellenistischen Bronzemünzen Athens. Zeus wurde hier nackt und nach rechts stehend dargestellt. In seiner linken, herunterhängenden Hand hielt er ein Blitzbündel und der rechte Arm war erhoben.
In der zweiten Periode änderte sich die Darstellung des Zeus. Er wurde nun nach links sitzend dargestellt. Er saß auf einem Thron und hielt eine Nike und ein Zepter in den Händen.
In der dritten Periode waren beide Darstellungen vertreten und variierten auf Vorder- und Rückseiten der Münzen.

### Dionysos
Für die Münzprägung des Dionysos gab es im Hellenismus vier unterschiedliche Typen. In der Kaiserzeit wurde jedoch nur einer der Typen weiterhin geprägt. Dionysos wurde thronend dargestellt. In der rechten Hand hielt er den Thyrsusstab. Seine Haare waren zu einem Knoten gebunden und er trug einen langen Bart.

### Eleusis
In der ersten Periode gab es viele Darstellungen eleusischer Themen auf den Rückseiten der Münzen. Dies ist mit dem persönlichen Interesse des Kaisers Hadrian an den Mysterien von Eleusis zu erklären. In dieser Zeit gab es elf geprägte Bilder.
In der zweiten und dritten Periode reduzierte die Zahl der eleusischen Prägungen sich auf ein Bild. Da Athen große Sorge um eine angemessene Opfergabe den eleusischen Göttern gegenüber hegte, zeigte dieses Bild ein Schwein oder Ferkel, um die Opfergabe zu symbolisieren.

### Herakles und Theseus
Die Taten der beiden Heroen Herakles und Theseus wurden sich in der Münzprägung gegenübergestellt. Während Theseus eine große Bedeutung für Athen hatte, da er der Stadtheld war, war Herakles ein weit bekannter Held. Dennoch rühmte Athen sich durch Herakles, da er der erste Fremde war, der in die eleusischen Mythen eingeweiht wurde und Athen die erste Stadt war, die ihn durch Altäre und Tempel nach seinem Tod als Gott anerkannte.
Von Herakles gab es nur zwei geprägte Darstellungen, während Theseus auf mehreren Darstellungen abgebildet wurde.

#### Herakles
In der ersten Periode wurde Herakles mit einem Löwenfell über Kopf und Schultern dargestellt. Die Figur stützte sich rechts auf eine Keule und links hielt sie das gabenspendende Füllhorn. Mit dieser Darstellung wurde der Mythos von Herakles´ Sieg über Acheloos verkörpert, in dem er dessen Horn abbrach. Das gabenspendende Füllhorn galt als Zeichen des Überflusses.
In der ersten und dritten Periode gab es ebenso die Darstellung des Herakles Farnese, einer Skulptur des Lysipp aus 320 v. Chr. Herakles wurde in einer gelassenen Haltung, auf seine Keule gestützt, dargestellt. In seiner rechten Hand hielt die Skulptur die Äpfel der Hesperiden – die Trophäe der letzten Tat der zwölf Taten des Herakles.

#### Theseus
In der ersten Periode wurde Theseus im Kampf mit dem stehenden Minotaurus dargestellt, während der Mythos in der zweiten Periode als siegreiche Darstellung geprägt wurde. Der Minotaurus brach zusammen, während Theseus stand.
In der zweiten und dritten Periode wurde, nach Aussage von Mosch, ein nackter, stehender Theseus mit einer Spendenschale dargestellt. Seine Person wurde als Urbild der Frömmigkeit stilisiert.
In der dritten Periode wurde Theseus ebenso als Vorbild der sporttreibenden Jugend abgebildet. Beschrieben nach von Mosch hielt die Figur in der Prägung links eine Keule geschultert und rechts in der gesenkten Hand eine Strigilis.

### Weitere Münzthemen
Es gab auch viele weitere Münzthemen, die in Athen geprägt wurden.
Das Motiv der Eirene, welches die Statue des Kephisodot abbildete, war ein Symbol für Frieden. Die Statue wurde wahrscheinlich 371 v. Chr. nach dem Athen-Sparta Frieden aufgestellt und galt daher als Friedenssymbol.
Um den Opferdienst und die Frömmigkeit darzustellen, wurden Darstellungen des Bukranion auf Münzen geprägt.
Viele weitere Prägungen stellten unterschiedliche Gottheiten dar. Meist handelte es sich hierbei um Asklepios, Nike, Hera, Artemis und Hermes. Es wird davon ausgegangen, dass diese Münzbilder auf Kultbilder der Stadt zurückgehen. An diesen drei Münzen mit einer Darstellung der Athena auf der Vorder- und einer Darstellung des stehenden Asklepios auf der Rückseite, kann die Verschiebung im Stil der Prägung wahrgenommen werden:
Auf einer Münze von 120–175 n. Chr. schaut der Athenakopf auf der Vorderseite nach links. Asklepios auf der Rückseite schaut ebenfalls nach links. Da diese Münze keinen guten Erhaltungszustand aufweist, ist es leider nicht möglich genaue Aussagen über die Detailliertheit der Prägung zu geben.
Auf einer Münze mit derselben Darstellung aus 140–175 n. Chr. zeigt der Athenakopf jedoch nach rechts. Bei beiden Prägungen dieser Münze ist im Vergleich zu der älteren Darstellung ersichtlich, dass hier bereits mehr Details ausgearbeitet wurden. Auffallend ist dies am Gewand des Asklepios. Die Falten in dem Gewandstück über der Schulter sowie die natürliche Wölbung zwischen den Beinen scheint bei der älteren Münze nicht vorhanden zu sein.
Eine Münze mit der gleichen Darstellung aus 264–267 n. Chr. behält die Blickrichtungen der Athena nach rechts und des Asklepios nach links bei. Beide Figuren werden nun in einem Perlenkranz dargestellt und es ist eine große Veränderung in der Detail-Ausarbeitung ersichtlich. In dem Gewand des Asklepios sind nun mehrere Falten erkennbar und auch der Helm der Athena wurde mit mehreren Details geprägt.

## Funktion der Bilder
Die verschiedenen Münzthemen hatten auch unterschiedliche Absichten. Viele der Abbildungen sollten das gute Verhältnis Athens zu den Göttern zeigen und die Stadt als Liebling der Götter – insbesondere der Athena – darstellen. Diese Götterdarstellungen betonten die Charakterzüge der Götter und Heroen.
Einige der Abbildungen wurden angefertigt, um den Stolz auf die Bildhauerkunst und die Malerei von Athen zu zeigen. Die berühmtesten Denkmäler der Stadt sollten hervorgehoben werden. Auch die beliebte Abbildung der Akropolis, sollte die Stadt loben, indem sie die vorteilhafte Lage der Stadt beschrieb.
Doch nicht nur die Götter und die Stadt wurden von den Münzthemen behandelt, auch die menschlichen Taten und Eigenschaften sollten durch bestimmte Bilder gelobt werden. Besonders wichtige Beispiele sind der Ursprungsmythos des attischen Volkes, das Hervorheben großer Persönlichkeiten und das Abbilden der Festspiele und des Friedens. Es sollte der Stolz auf die Stadt und auf die Vorfahren verkörpert werden.
Damit die Rezipienten die Funktion der Bilder auf den Münzen richtig interpretieren, war Wissen über die Stadt und die tägliche Begegnung mit bekannten Bildwerken in den öffentlichen Räumen wichtig. Da die Münzen nur in Athen und dessen Umkreis verbreitet wurden, waren die Prägungen nur an die Bewohner und Besucher Athens adressiert. Die visuelle Botschaft der Prägungen war beim Volk eindrucksvoller, als andere Kommunikationsarten, wie Reden oder Diskurse, daher wurden über dieses Kommunikationsmedium auch Kenntnisse aufgefrischt und die politischen und moralischen Verhältnisse mit denen der Vergangenheit verglichen. Die Prägungen sollten einen Vergleich des damaligen Athens mit der glorreichen und großartigen Vergangenheit aufzeigen. Es sollte übermittelt werden, dass das Athen noch genauso glorreich und großartig war, wie das der Vorfahren. Die damalige Gegenwart sollte als Fortsetzung der Vergangenheit verstanden und als diese gewürdigt werden.